# Fighting Ducks Lazio 2019
Questa voce raccoglie le informazioni riguardanti i Fighting Ducks Lazio nelle competizioni ufficiali della stagione 2019.

## Campionato Italiano Football a 9 2019

### Stagione regolare
| Ciampino 3 marzo 2019, ore 16:30 | Fighting Ducks Lazio | 23 – 20 (7-13 0-7 13-0 3-0) referto | Minatori Roma Sud | C.S. Arnaldo Fuso (200 spett.) |

| Ciampino 17 marzo 2019, ore 13:00 | Fighting Ducks Lazio | 56 – 48 (12-6 14-21 0-7 22-14) referto | Legio XIII Roma | C.S. Arnaldo Fuso (200 spett.) |

| Ciampino 24 marzo 2019, ore 15:00 | Fighting Ducks Lazio | 22 – 23 (d.t.s.) (0-0 16-14 0-2 0-0 6-7) referto | Crusaders Cagliari | C.S. Arnaldo Fuso (250 spett.) |

| Cagliari 7 aprile 2019, ore 13:00 | Crusaders Cagliari | 10 – 26 (2-0 0-20 0-0 8-6) referto | Fighting Ducks Lazio | C.S Monte Claro (40 spett.)\| Arbitro: \| Colombo \| |
| Arbitro:                          | Colombo            |                                    |                      |                                                      |

| Genazzano 14 aprile 2019, ore 16:40 | Minatori Roma Sud | 27 – 20 (0-0 7-6 7-8 13-6) referto | Fighting Ducks Lazio | C.S. Le Rose (100 spett.)\| Arbitro: \| B. Jovanovic \| |
| Arbitro:                            | B. Jovanovic      |                                    |                      |                                                         |

| Roma 11 maggio 2019, ore 20:30 | Legio XIII Roma | 29 – 32 (14-3 0-12 15-0 0-17) referto | Fighting Ducks Lazio | C.S. Longarina (80 spett.) |

### Playoff
| Ciampino 2 giugno 2019, ore 15:00 | Fighting Ducks Lazio | 35 – 64 (14-0 21-32 0-8 0-24) referto | Achei Crotone | C.S. Arnaldo Fuso (200 spett.) |

## Statistiche di squadra
| Competizione | %Vittorie | In casa | In casa | In casa | In casa | In casa | In casa | In trasferta | In trasferta | In trasferta | In trasferta | In trasferta | In trasferta | Totale | Totale | Totale | Totale | Totale | Totale |
| Competizione | %Vittorie | G       | V       | N       | P       | Pf      | Ps      | G            | V            | N            | P            | Pf           | Ps           | G      | V      | N      | P      | Pf     | Ps     |
| ------------ | --------- | ------- | ------- | ------- | ------- | ------- | ------- | ------------ | ------------ | ------------ | ------------ | ------------ | ------------ | ------ | ------ | ------ | ------ | ------ | ------ |
| Campionato   | .667      | 3       | 2       | 0       | 1       | 101     | 91      | 3            | 2            | 0            | 1            | 78           | 66           | 6      | 4      | 0      | 2      | 179    | 157    |
| Playoff      | .000      | 1       | 0       | 0       | 1       | 35      | 64      | 0            | 0            | 0            | 0            | 0            | 0            | 1      | 0      | 0      | 1      | 35     | 64     |
| Totale       | .571      | 4       | 2       | 0       | 2       | 136     | 133     | 3            | 2            | 0            | 1            | 78           | 66           | 7      | 4      | 0      | 3      | 214    | 199    |

## Statistiche personali

### Marcatori
| Giocatore     | Ruolo | TD rush | TD recv | TD int | TD p.ret | TD k.ret | TD oth | Xp1 | Xp2 | FG  | Saf | Totale |
| ------------- | ----- | ------- | ------- | ------ | -------- | -------- | ------ | --- | --- | --- | --- | ------ |
| A. Proietti   |       | 7+1     | 0+0     | 0+0    | 0+0      | 0+0      | 0+0    | 0+0 | 2+1 | 0+0 | 0+0 | 54     |
| L. Barrotta   |       | 4+1     | 0+0     | 0+0    | 0+0      | 0+1      | 0+0    | 0+0 | 0+0 | 0+0 | 0+0 | 36     |
| L. Benassi    |       | 0+0     | 3+1     | 0+0    | 0+0      | 0+0      | 0+0    | 0+0 | 0+0 | 0+0 | 0+0 | 24     |
| M. Bortolotto |       | 0       | 3       | 0      | 0        | 0        | 0      | 0   | 0   | 0   | 0   | 18     |
| L. Carbone    |       | 0       | 2       | 0      | 1        | 0        | 0      | 0   | 0   | 0   | 0   | 18     |
| G. Silvestri  |       | 0+0     | 0+0     | 0+0    | 0+0      | 0+0      | 0+0    | 4+3 | 0+0 | 3+0 | 0+0 | 16     |
| V. Pandolfi   |       | 0       | 2       | 0      | 0        | 0        | 0      | 0   | 1   | 0   | 0   | 14     |
| E. Nati       |       | 0       | 0       | 0      | 0        | 0        | 0      | 0   | 4   | 0   | 0   | 8      |
| N. Casanova   |       | 1       | 0       | 0      | 0        | 0        | 0      | 0   | 0   | 0   | 0   | 6      |
| L. Faccini    |       | 0+0     | 0+0     | 0+0    | 0+0      | 0+0      | 0+1    | 0+0 | 0+0 | 0+0 | 0+0 | 6      |
| M. Morettini  |       | 1       | 0       | 0      | 0        | 0        | 0      | 0   | 0   | 0   | 0   | 6      |
| F. Torchetti  |       | 0       | 1       | 0      | 0        | 0        | 0      | 0   | 0   | 0   | 0   | 6      |
| T. Monello    |       | 0       | 0       | 0      | 0        | 0        | 0      | 0   | 1   | 0   | 0   | 2      |

### Passer rating
| Giocatore    | G   | Att    | Comp | Int | Yds    | TD   | NFL   | NCAA   |
| ------------ | --- | ------ | ---- | --- | ------ | ---- | ----- | ------ |
| A. Proietti  | 6+1 | 123+17 | 47+5 | 6+1 | 717+56 | 12+1 | 66,16 | 104,17 |
| F. Forster   | 5+1 | 15+1   | 6+0  | 0+1 | 55+0   | 0+0  | 21,61 | 53,88  |
| F. Torchetti | 0+1 | 0+1    | 0+0  | 0+0 | 0+0    | 0+0  | 39,58 | 0,00   |